# Friedrich von Bodelschwingh (Theologe, 1902)
Friedrich von Bodelschwingh (* 23. Mai 1902 in Bonn; † 5. Juni 1977 in Bielefeld) war ein evangelischer Theologe.

## Leben
Bodelschwingh kam als Sohn des Pfarrers Wilhelm von Bodelschwingh (1869–1921) und Luise von Ledebur (1868–1956) zur Welt. Er wuchs in Bethel auf. Er besuchte das Evangelisch Stiftische Gymnasium Gütersloh, wo er 1922 auch die Reifeprüfung ablegte. Er studierte Evangelische Theologie an der Theologischen Schule in Bethel sowie an den Universitäten in Tübingen, Rostock, Zürich und Münster. Nachdem er die theologischen Examina abgelegt hatte, ging er an das Domkandidatenstift in Berlin. 
1929 trat er in Dortmund-Kirchlinde seine erste Pfarrstelle an. 1933 kehrte er in die von seinem Großvater Friedrich von Bodelschwingh gegründeten von Bodelschwinghschen Anstalten zurück und wirkte dort als Anstaltsgeistlicher. Zudem übernahm er die Leitung des freiwilligen Arbeitsdienstes in Hermannsheide sowie des Kandidatenkonviktes in Bethel. 1934 heiratete er Jutta Wille (1905–1985), eine Tochter des Schweizer Offiziers Ulrich Wille.
Von 1936 an war er in Schlüsselburg bei Minden wieder Gemeindepfarrer, 1942 übernahm er eine Gemeinde in Gütersloh. Schließlich wurde er zum Kriegsdienst eingezogen und geriet in Gefangenschaft.
Nach dem Tod seines Onkels Friedrich 1946 übernahm er von ihm die Leitung der Anstalt Bethel. Von 1959 bis 1969 war er Leiter der gesamten von Bodelschwinghschen Stiftungen, wo er auch starb.

## Ehrungen
- 1967: Großes Verdienstkreuz mit Stern der Bundesrepublik Deutschland